# Алилуја
Алилуја (хебрејски: הַלְלוּיָהּ халелујах, грчки :Αλληλούια алилуја) је усклик који значи хвалите Јахвеа, којим се исказује хвала и слава Богу. Налази се на више места у Библији. У западној традицији алилуја је посебно обележје ускршње литургије.